# Atopochilus macrocephalus
Atopochilus macrocephalus är en fiskart som beskrevs av Boulenger, 1906. Atopochilus macrocephalus ingår i släktet Atopochilus och familjen Mochokidae. IUCN kategoriserar arten globalt som otillräckligt studerad. Inga underarter finns listade.